# Giuseppe Garlato
Giuseppe Garlato (San Vito al Tagliamento, 22 dicembre 1896 – Palestrina, 5 settembre 1988) è stato un politico italiano.

## Biografia
Di professione ingegnere, è stato uno dei padri costituenti della Repubblica Italiana nel biennio 1946-1948.
Appartenente alla Democrazia Cristiana, è stato parlamentare ininterrottamente dal 1948 al 1968.
Nel 1959 ha ricoperto l'incarico di Sottosegretario di Stato  ai trasporti nel Governo Segni II.
Nel successivo Governo Tambroni è stato anche sottosegretario alle partecipazioni statali (1960).